# Citroengras
Citroengras of sereh (Cymbopogon citratus) is een plant uit de grassenfamilie (Poaceae). De soort wordt gebruikt in de Aziatische keuken, met name de Thaise, Indische, Vietnamese en Indonesische keuken. De plant is bekend van groeiplaatsen in India, Afrika, Vietnam, Australië en Amerika.
De bladeren van de plant worden gebruikt in de keuken. Citroengras wordt niet rauw gegeten. Ze hebben een friszure, citroenachtige smaak. Het is als kruid ook in poedervorm verkrijgbaar. Doorgaans worden stukken citroengras meegekookt of -gestoofd in gerechten, waaruit ze vóór consumptie van de gerechten verwijderd worden.
De Indonesische naam is sereh. In Nederland wordt deze naam ook vaak gebruikt.
Etherische olie van citroengras wordt door imkers gebruikt om bijenzwermen in lokkorven te lokken.